# Василиська сільська рада
| Василиська сільська рада — колишній орган місцевого самоврядування у Ставищенському районі Київської області з адміністративним центром у с. Василиха. Історична дата утворення: 19 липня 1994 року . Сільській раді були підпорядковані населені пункти: - с. Василиха |

## Склад ради
Рада складалася з 16 депутатів та голови.

### Керівний склад ради
| ПІБ                      | Основні відомості                                                                  | Дата обрання | Дата звільнення |
| ------------------------ | ---------------------------------------------------------------------------------- | ------------ | --------------- |
| Нестерук Василь Петрович | Сільський голова, 1951 року народження, освіта, член Соціалістичної партії України | 26.03.2006   | 31.10.2010      |

Примітка: таблиця складена за даними джерела